# Twitter爆弾
Twitter爆弾（ツイッターばくだん、英語: twitter bomb、英語: twitterbomb）もしくはツイート爆弾（ツイートばくだん、英語: twitter bomb、英語: twitterbomb）という単語は、通常、人々のtwitterのタイムラインを同じメッセージで満たすことによって、ある特定のインターネット・ミームを宣伝することを目的とし、複数のアカウントから、同じハッシュタグを付けたり、@メッセージなど、そのほかの類似した内容を含む莫大な数のツイートを投稿し、Twitterのトレンドに掲載させるという、軽蔑的に言えばスパムに値する行為について言及する際に使われる。このような行為は、個人の利用者によって行われることもあるし、偽物のアカウントによって行われることも、もしくはそれらの両方によって行われることもある。

## 宣伝
Twitter爆弾は、商業的な宣伝に使われることがある。早くも2009年4月には、アスク・ア・ニンジャと呼ばれるYouTubeの動画シリーズを宣伝するために、Twitter爆弾が使われていた例が確認されている。

## 政治
Twitter爆弾はインターネット行動主義者によって論争のレパートリーとして使われることがある。アメリカ合衆国元大統領であるバラク・オバマのような主流な政治家にも、アノニマスのような集団にも使われている。
政治的な用途でのTwitter爆弾の最初の使用は2008年8月にまでさかのぼる。このとき、リザ・サバテール(Liza Sabater)とケネス・クインネル(Kenneth Quinnell)の2人のブロガーによって、石油の海洋掘削に関連するハッシュタグ「#dontgo」を用いたTwitter爆弾が、共和党員への応答のために使用された。2008年には「Twitter爆弾」という語句は他の意味でも使われていたが、それらの意味ではその後、使用されなくなった。
他に政治的な宣伝としてTwitter爆弾が使用された例としては、2009年7月31日に『ワシントン・ポスト』に掲載された、ヒラリー・クリントンが性差別主義者であるという内容の記事への反応として、インターネット上の活動家によってはじめられたキャンペーンによるTwitter爆弾が挙げられる。
2011年に発生した米国債務上限引き上げ問題の際には、当時アメリカ合衆国大統領であったバラク・オバマのキャンペーンに関わる職員によって使われ、オバマのフォロワーらに対し、議会に連絡し、妥協にこぎつけるように促すために、拡張的にTwitter爆弾が使われた。このことが原因で、オバマのTwitterアカウント(@BarackObama)は直後におよそ3万7000人のフォロワーを失うこととなった。

## 良い影響
Twitter爆弾や、それを使ったスパム行為は、主流なメディアからは取り上げられていないような最近の出来事について知る機会を提供することができる。ディラージ・マーシー(Dhiraj Murthy)は、以下のように書いている。
Twitterは、2008年のムンバイ同時多発テロ(Dolnick, 2008)や2009年1月のUSエアウェイズ1549便不時着水事故といった災害の最中に、情報を拡散させるのに役に立つメディアとして、特筆すべき注目を受けた。
このことをハッシュタグの使用と関連させると、ハッシュタグによる活動を見た人が、ハッシュタグを使用することによって、早いペースで、出来事や情報をインターネット中に拡散させることができる、ということになる。

## インターネット上のスパム行為との比較
Twitter爆弾の使用という戦術は、人々がスパム行為により気分を害して「炎上」したり、荒らし行為に相当すると考えられたりする可能性があることで知られている。
スパム投稿を行う者には、フィッシング、宣伝、マルウェアの拡散など、複数の目的がある。電子メールなどを使った、従来のインターネット上のスパムとは異なり、Twitterには、1ツイート当たり最大で280文字（日本語などでは140文字）までしか投稿できないという制限がある。そのために、Twitter爆弾に使用されるツイートにはしばしばURLが含まれており、投稿者が他の利用者を、悪意のあるインターネット上のウェブページに誘導するようになっている。
電子メールによるスパムとは異なり、Twitter爆弾は、投稿者が標的とする利用者の参加を必要とする場合がある。偽物のアカウントはしばしば、Twitter爆弾の発信源となる。Twitterのスパム・フィルターを回避し、投稿者のフォロワーの不足を克服するために、Twitter爆弾はしばしば、すでに投稿されている、同じ主題についてのツイートへの返信として投稿される。このような行為は、すでに投稿されているツイートの投稿者が、自身のフォロワーへの返信としてリツイートを行い、Twitter爆弾が、偽物のアカウントが削除される前に広がることを期待して行われるものである。
投稿されたTwitter爆弾の数が多い例では、アメリカ合衆国の政治家マーサ・コークリーに対して批判的な主張を展開する政治的なウェブサイトのURLがすべてに含まれているような929件のツイートが、9個の偽物の利用者アカウントによって138分の間に投稿された事例について、2010年に学術誌に分析がTwitter爆弾の例として掲載された。それらのメッセージはTwitter社にスパムとして削除される前におよそ6万人の目に触れていた可能性がある。

## 批判
多くのTwitterの利用者は、自身の考えや思想を一般大衆と共有することに快感を覚える。Twitterは様々な種類の問題についての問題意識や原因を拡散させるために利用されることがあるのだが、多くの人々はその利点を生かすべく、スパムとして受け取られる可能性のある大量のツイートを投稿する可能性がある。Twitterの規則を載せたページによれば、ある利用者がその主題とは関係のないハッシュタグを付けて複数のツイートを投稿したり、一つのアカウントから同じ内容のツイートを複数投稿することを続けたりすれば、そのようなツイートは「スパム」であるとみなされる。いくつかの例を挙げると、Twitterの利用者が他のTwitterの利用者による、物議をかもしている問題を探し始めた際に、そのようなツイートは荒らしとして見られる場合がある。